# Christian Hildebrand (Handballspieler)
Christian Hildebrand (* 23. Dezember 1985 in Offenbach am Main) ist ein deutscher ehemaliger Handballspieler.
Hildebrand, der für den MT Melsungen spielte, wurde meist als Rechtsaußen eingesetzt.
Christian Hildebrand begann bei der SG Dietesheim/Mühlheim mit dem Handballspiel. Über die HSG Maintal gelangte er zum TV Gelnhausen, bei dem er auch in der 2. Handball-Bundesliga debütierte. Durch gute Leistungen empfahl sich Hildebrand für höhere Aufgaben; 2005 wechselte er zur HSG Wetzlar in die 1. Handball-Bundesliga, kehrte aber nach nur einem Jahr zurück nach Gelnhausen. 2007 startete er den zweiten Anlauf bei den Wetzlarern, aber auch diesmal kam er – hinter Avishay Smoler – kaum zum Einsatz. Als sich im Februar Danny Anclais schwer  verletzte und der TuS N-Lübbecke dringend einen neuen Rechtsaußen suchte, heuerte Hildebrand bei den Ostwestfalen an. Deren Abstieg konnte er zwar nicht mehr verhindern; dennoch bleibt Hildebrand den Lübbeckern auch in der zweiten Liga erhalten. Ab dem Jahr 2009 spielte Hildebrand beim TV Kirchzell. Nach zwei Jahren in Kirchzell unterzeichnete er einen Vertrag beim Bundesligisten MT Melsungen. Im Sommer 2016 verließ er Melsungen und schloss sich dem Oberligisten TSG Offenbach-Bürgel an, den er nach fünf Monaten wieder verließ. Daraufhin spielte er für die SG Dietesheim/Mühlheim in der Bezirksoberliga. Dort ist er seit 2022 Trainer. Allerdings spielte Hildebrand in der aktuellen Saison, als rechts Halber bei der HSG Dietesheim/Mühlheim II in der Bezirksliga B mit.